# Krummbach (Steinhauser Rottum)
Der Krummbach ist ein von Benediktinern im 15. Jahrhundert künstlich angelegter Bach, ein sogenannter Klosterwaal, in Ochsenhausen im Landkreis Biberach in Baden-Württemberg.

## Geographie
Der Krummbach entspringt ungefähr einen Kilometer südwestlich des Klosters Ochsenhausen an einem leicht zum Tal der Bellamonter Rottum (auch Obere Rottum genannt) geneigten Abhang und fließt in einem mit minimalem Gefälle angelegten Kanalbett nordöstlich zum Kloster Ochsenhausen. Er wird unter der Klostermauer hindurch in die Klosteranlagen geführt und verlässt diese kanalisiert. Im Bereich des Ochsenhauser Schulzentrums kommt er wieder an die Oberfläche, wird als gestalterisches Element über dessen Gelände geführt und mündet anschließend in die Steinhauser Rottum (auch Untere Rottum genannt).

## Geschichte

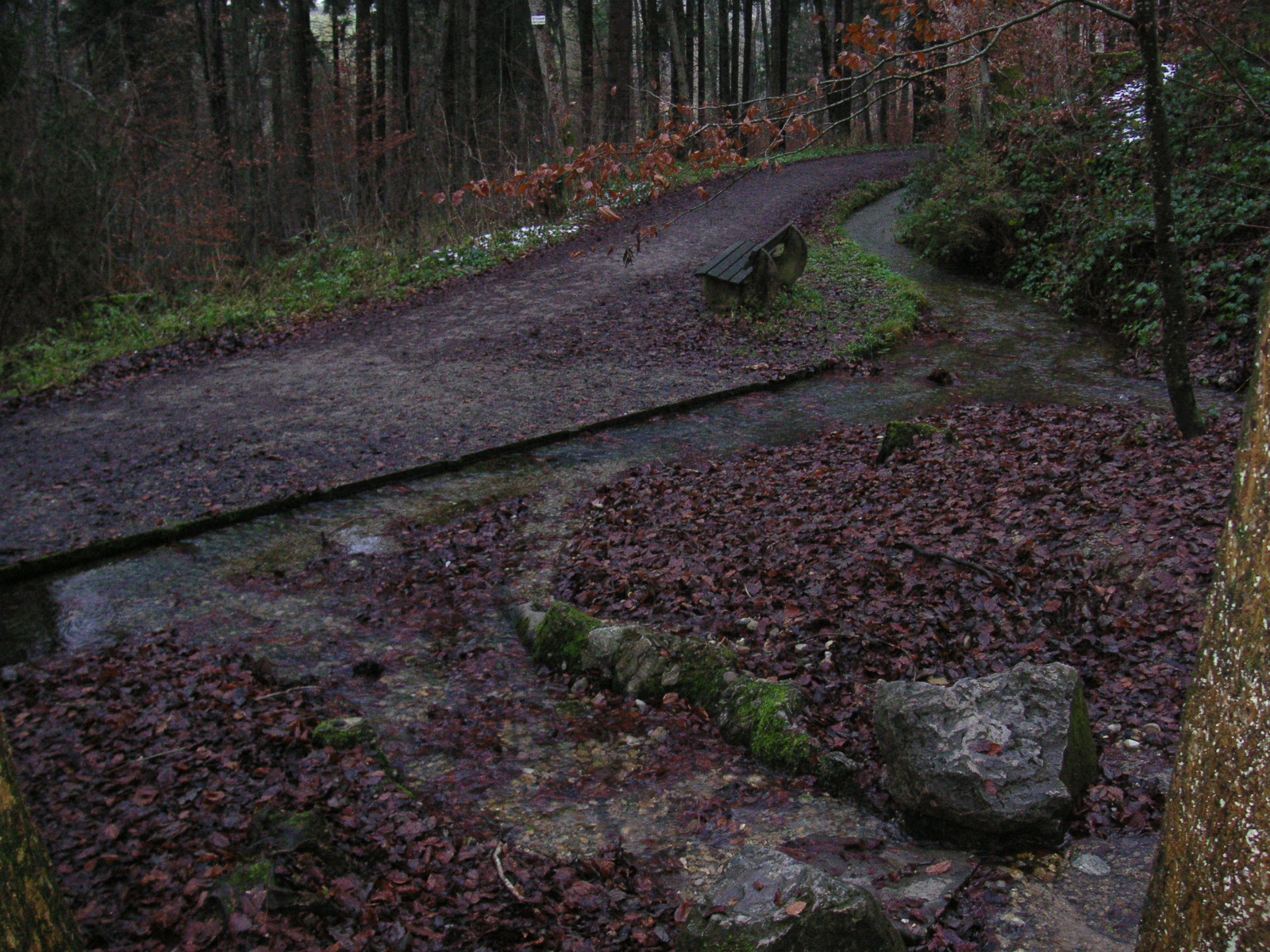
Quelle des Krummbachs

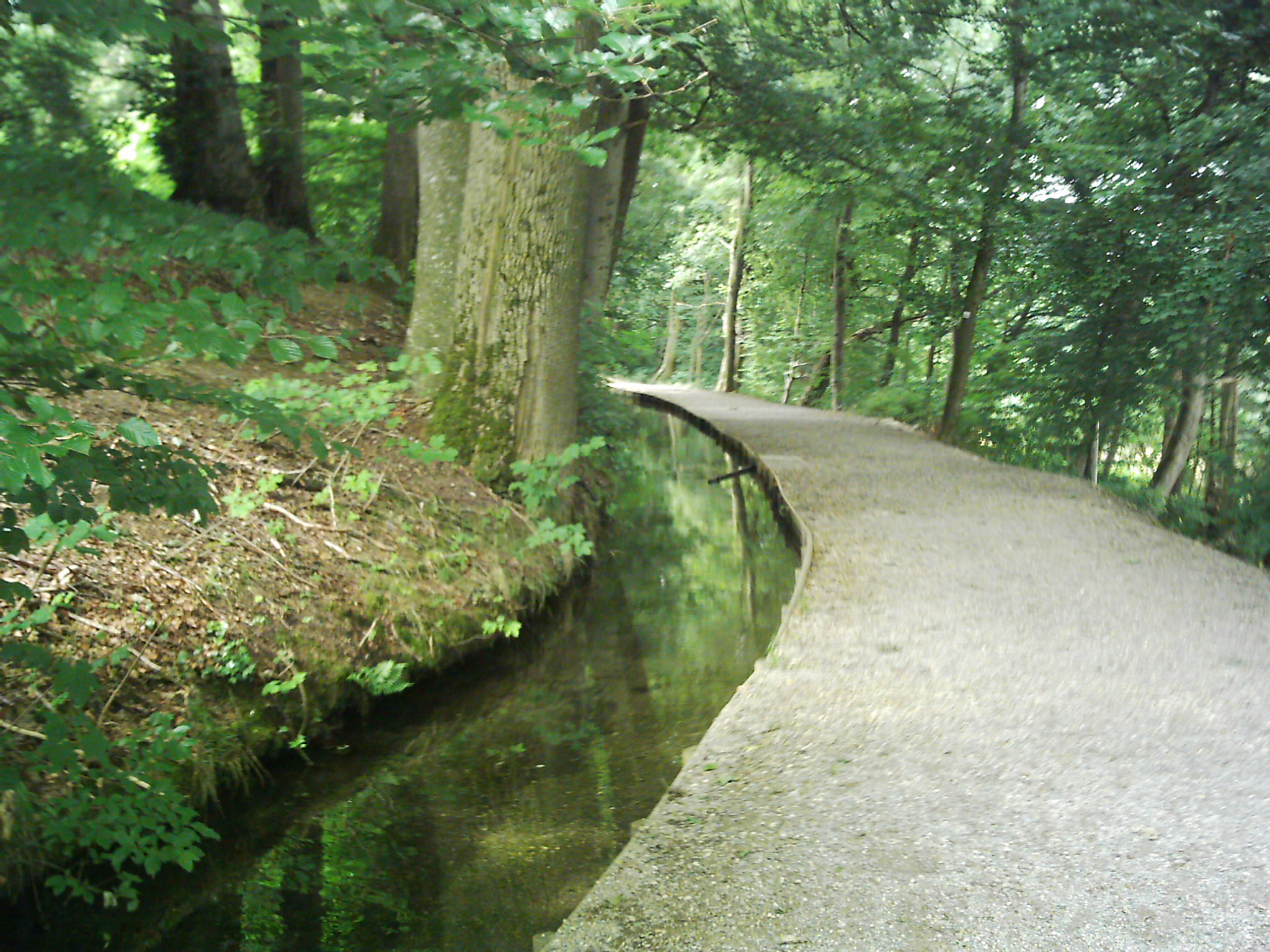
Krummbach im Sommer

Der Bach war das Hauptstück eines technisch hoch entwickelten Kanalsystems. Zahlreiche miteinander verbundene Wasserläufe und Weiher lieferten Wasser und Energie für das Kloster, das klösterliche Brauhaus und die Klostermühle. Ein wasserbauhistorischer Lehrpfad mit Informationstafeln entlang des Krummbachs erzählt heute die Geschichte dieses historischen Gewässers.

## Sehenswürdigkeiten und Bauwerke
- Kloster Ochsenhausen, ehemalige Benediktiner-Reichsabtei

## Kanalsysteme der Benediktiner in Oberschwaben
Neben dem Krummbach existieren noch zwei weitere Kanalsysteme in oberschwäbischen Klosteranlagen der Benediktiner:
- Motzenbach in Ottobeuren
- Stiller Bach bei Weingarten

Alle drei Systeme gehören seit 2005 zu den rund 100 Stationen der Mühlenstraße Oberschwaben.